# Марія Санчес (стрибунка у воду)
Марія Санчес (3 липня 2005) — мексиканська стрибунка у воду.
Призерка Чемпіонату світу з водних видів спорту 2019 року.